# Phellia dubia
Phellia dubia is een zeeanemonensoort uit de familie Sagartiidae.
Phellia dubia is voor het eerst wetenschappelijk beschreven door Carlgren in 1928.